# المسألة اليهودية
كانت «المسألة اليهودية»، التي يشار إليها أيضًا باسم «المشكلة اليهودية»، عبارة عن نقاش واسع النطاق في المجتمع الأوروبي في القرنين التاسع عشر والعشرين يتعلق بالوضع والمعالجة المناسبين لليهود في المجتمع. كان النقاش مماثلة لما يسمى «مسائل وطنية» وتناولت وضع اليهود المدني والقانوني والوطني والسياسي كأقلية في المجتمع، لا سيما في أوروبا في في القرون 18 و19 و20 .
بدأ النقاش بين المجتمعات والسياسيين والكتاب في أوروبا الغربية والوسطى متأثرين بعصر التنوير ومُثُل الثورة الفرنسية، وشملت القضايا الإعاقات اليهودية ‏ القانونية والاقتصادية (على سبيل المثال الحصص اليهودية والفصل العنصري) والاستيعاب اليهودي التحرر اليهودي والتنوير اليهودي.
وقد استخدم التعبير من قبل الحركات المعادية للسامية من ثمانينيات القرن التاسع عشر فصاعداً، وبلغت ذروتها في عبارة النازية «الحل النهائي للمسألة اليهودية». وبالمثل، استخدم التعبير من قبل أنصار ومعارضي إقامة وطن يهودى مستقل أو دولة يهودية ذات سيادة.

## تاريخ «المسألة اليهودية»
استخدم مصطلح «المسألة اليهودية» لأول مرة في بريطانيا العظمى حوالي عام 1750 عندما ظهرت عبارة «المسألة اليهودية» خلال مناقشات مشروع القانون اليهودي في 1753 في إنجلترا. وفقا لفيلسوف المحرقة لوسي داويدوفيتش، فإن مصطلح «المسألة اليهودية» كما تم تقديمه في أوروبا الغربية كان تعبيرًا محايدًا عن الموقف السلبي تجاه التفرد الواضح والمستمر لليهود كشعب على خلفية القوميات السياسية الصاعدة والجديدة. كتب داويدوفيتش أن «تاريخ التحرر اليهودي ومعاداة السامية الأوروبية مليء بالحلول المطروحة للمسألة اليهودية». 
تمت مناقشة المسألة ثانيةً في فرنسا (بالفرنسية: la question juive)‏ بعد الثورة الفرنسية في عام 1789 ووصل إلى ألمانيا في عام 1843 عن طريق رسالة برونو باور (بالألمانية: Die Judenfrage)، وقال إن اليهود لا يستطيعون تحقيق التحرر السياسي إلا إذا تركوا وعيهم الديني لأنه اقترح أن التحرر السياسي يتطلب دولة علمانية، وفي عام 1898 دعت أطروحة تيودور هرتزل "دير جودنشتات" الصهيونية باعتبارها "حلاً حديثاً للمسألة اليهودية" من خلال إقامة دولة يهودية مستقلة، ويفضل أن تكون في فلسطين.
وفقا لأوتو دوف كولكا  من الجامعة العبرية، فإن هذا المصطلح قد انتشر على نطاق واسع في القرن التاسع عشر عندما تم استخدامه في المناقشات حول التحرر اليهودي في ألمانيا.  في القرن التاسع عشر تم كتابة المئات من الكراسات والنشرات والمقالات والكتب الصحفية حول الموضوع، مع العديد من الحلول التي تشمل إعادة التوطين والترحيل والاستيعاب للسكان اليهود. وبالمثل، تم كتابة مئات القطع الأدبية التي تعارض هذه الحلول وقدمت حلولًا مثل إعادة الدمج والتعليم. ومع ذلك، لم يكن بوسع هذا النقاش أن يقرر ما إذا كانت مشكلة المسألة اليهودية تتعلق أكثر بالمشاكل التي يطرحها معارضو اليهود الألمان أو بالعكس: المشكلة التي يطرحها وجود اليهود الألمان إلى خصومهم.
منذ حوالي عام 1860 أخذت هذه الفكرة نزعة لا سامية متزايدة: وصف اليهود تحت هذا العنوان بأنهم حجر عثرة أمام هوية وتماسك الأمة الألمانية وكأعداء داخل بلد الألمان، وأعلن معادوالسامية مثل فيلهلم مار وكارل يوجين دورينغ وثيودور فريتش وهيوستن ستيوارت تشامبرلين وبول دي لاجارد وغيرهم أنها مشكلة عرقية لا يمكن حلها من خلال التكامل، من أجل تقديم مطالبهم من أجل «إلغاء تهويد» الصحافة والتعليم والثقافة والدولة والاقتصاد مع مطالبهم بإدانة الزواج بين اليهود وغيرهم، كما استخدموا هذا التعريف لإبعاد اليهود عن مواقعهم المفترضة اجتماعياً.
يعتبر أكثر استخدام سيئ السمعة لهذا التعبير كان من قبل النازيين في أوائل وأواسط القرن العشرين، وبلغت ذروتها في تنفيذ «الحل النهائي للمسألة اليهودية» خلال الحرب العالمية الثانية. 

## برونو باور -المسألة اليهودية
في كتابه «المسألة اليهودية» الذي نشر عام 1843، جادل باور بأن اليهود لا يستطيعون تحقيق التحرر السياسي إلا إذا تخلوا عن وعيهم الديني الخاص لأن التحرر السياسي يتطلب دولة علمانية، وهو ما لا يفترض أن يترك أية «مساحة» للهويات الاجتماعية كالدين، ووفقا لباور تتعارض هذه المطالب الدينية مع فكرة «حقوق الإنسان» فالتحرر السياسي الحقيقي عنده يتطلب إلغاء الدين.

## كارل ماركس -حول المسألة اليهودية
رد كارل ماركس على باور في مقالته حول المسألة اليهودية عام 1844. تناقض ماركس مع رأي باور بأن طبيعة الدين اليهودي تمنع استيعاب اليهود، وبدلاً من ذلك ركز على الدور الاجتماعي والاقتصادي المحدد للجماعة اليهودية في أوروبا، والذي - حسب رأيه- ضاع عندما استوعبت الرأسمالية، الأساس المادي لليهودية، المجتمعات الأوروبية ككل.
يستخدم ماركس مقال باور كمناسبة لتحليله للحقوق الليبرالية، ويجادل ماركس بأن باور مخطئ في افتراضه أنه في «الدولة العلمانية» لن يلعب الدين دورًا بارزًا في الحياة الاجتماعية، وعلى سبيل المثال، يشير إلى انتشار الدين في الولايات المتحدة، والتي -على عكس بروسيا- ليس لديها دين للدولة، ففي تحليل ماركس «الدولة العلمانية» لا تعارض الدين، ولكنها في الواقع تتطلب ذلك. إن إزالة المؤهلات الدينية أو الملكية للمواطنين لا يعني إلغاء الدين أو الملكية، وإنما يقدم فقط طريقة للتعامل مع الأفراد في التجرد منهم.  في هذا السياق، يتحرك ماركس إلى أبعد من مسألة الحرية الدينية لاهتمامه الحقيقي بتحليل باور لـ «التحرر السياسي»، ويخلص ماركس إلى أنه في حين يمكن للأفراد أن يكونوا «روحياً» و«سياسياً» أحراراً في دولة علمانية، إلا أنهم لا يزالون ملزمين بالقيود المادية على الحرية بسبب عدم المساواة الاقتصادية، وهو افتراض سيشكل لاحقاً أساس انتقاداته للرأسمالية.

## بعد ماركس

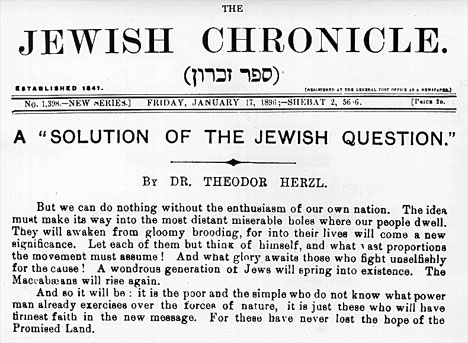
إشارة جويش كرونيكل الدولة اليهودية لهرتزل بـ«حل للمسألة اليهودية.»

أشاد فيرنر سومبارت باليهود على رأسماليتهم وقدم المستشارين الماليين اليهود في القرنين السابع عشر والثامن عشر كنموذجًا للتكامل. وبحلول مطلع القرن العشرين، وكان النقاش لا يزال دائرًاعلى نطاق واسع وبرز إلى الاهتمام في قضية دريفوس في فرنسا. ضمن النخبة الدينية والسياسية، استمر البعض في تأييد الاستيعاب والمشاركة السياسية في أوروبا بينما اقترح آخرون مثل ثيودور هرتزل القضية الصهيونية وقيام دولة يهودية منفصلة. بين عامي 1880 و1920، سعى الملايين من اليهود الآخرين إلى حلهم الخاص من مذابح أوروبا الشرقية من خلال الهجرة إلى أماكن أخرى مثل الولايات المتحدة وأوروبا الغربية.
جان بول سارتر
ألف سارتر بعد الحرب العالمية الثانية كتابا بعنوان "تأملات في المسألة اليهودية" ترجمه إلى العربية حاتم الجوهري (وفي الوقت نفسه رد عليه بدراسة سبقت الترجمة بعنوان: سارتر بين الصهيونية وسلب الحق الوجودي للفلسطينيين)؛ منتصرا ليهود أوربا وكرد فعل للاضطهاد النازي الذي تعرضوا له في فرنسا، وفي هذا الكتاب اعتبر سارتر أن الآخرين هم الذين يصنعون اليهودي من خلال نظرتهم له، وفي الوقت نفسه اعتبر سارتر أن أعلى درجات الوعي اليهودي الجماعي ليهود فرنسا وأوربا هي الصهيونية ومشروع دولة "إسرائيل"

## الحل النهائي
في ألمانيا النازية، أشار مصطلح المسألة اليهودية(بالألمانية: Judenfrage)‏ إلى الشعور بأن وجود اليهود في ألمانيا يشكل مشكلة للدولة. في عام 1933، اقترح منظران نازيان هما يوهان فون ليرز وأخيم جيرك أن المسألة اليهودية يمكن حلها بإعادة توطين اليهود في مدغشقر أو في أي مكان آخر في إفريقيا أو أمريكا الجنوبية. ناقش المثقفين إيجابيات وسلبيات دعم الصهاينة الألمان كذلك، لكن فون ليرس أكد أن إقامة وطن لليهود في فلسطين البريطانية سيخلق مشاكل إنسانية وسياسية للمنطقة. عند وصوله إلى السلطة في عام 1933، بدأ أدولف هتلر والدولة النازية في تنفيذ إجراءات صارمة على نحو متزايد تهدف إلى الفصل بين اليهود في نهاية المطاف وإبعادهم عن ألمانيا وأوروبا كلها،  وكانت المرحلة التالية اضطهاد اليهود وتجريد اليهود من جنسيتهم من خلال قوانين نورمبرغ.  في وقت لاحق خلال الحرب العالمية الثانية، أصبح الاحتجاز تحت رعاية الدولة في معسكرات الاعتقال  وأخيراً، الإبادة المنهجية للشعب اليهودي (الهولوكوست)،  التي وقعت على أنها ما يسمى الحل النهائي للمسألة اليهودية.   

### الدعاية
تم إنتاج الدعاية النازية للتلاعب في الجمهور، وبالأخص على أساس كتابات من أشخاص مثل يوجين فيشر وفريتز لينز وإروين باور عن أسس تعليم الوراثة البشرية والنظافة العرقية، ولعبت أيضًا أعمال مثل «السماح بتدمير حياة لا تستحق العيش» (بالألمانية: Die Freigabe der Vernichtung lebensunwerten Lebens) لكارل بايندنك وألفريد هوج و وشبه المنح التي أنشأتها جيرهارد كيتل دوراً في ذلك. في فرنسا المحتلة، أنشأ النظام التعاوني معهد خاص به لدراسة المسائل اليهودية.

## الاستخدام المعاصر
تقوم نظرية المؤامرة المعادية للسامية على أن الشعب اليهودي له تأثير لا مبرر له على وسائل الإعلام والبنوك والسياسة، واستنادا إلى نظرية المؤامرة هذه تناقش بعض الجماعات والناشطون «المسألة اليهودية» ويقترحون «معالجتها»، وغالبا ما تشير إلى أنها "JQ".  وفي الآونة الأخيرة استخدم القوميين البيض واليمين البديل والنازيين الجدد "JQ" للإشارة إلى المسألة اليهودية.

## روابط خارجية
- السياسة الخارجية الإسرائيلية والمسألة اليهودية